# Amico 2000
Amico 2000 o AMICO 2000, acronimo di Advanced MIcro COmputer, è un microcomputer, espandibile a home computer, prodotto dalla ASEL s.r.l. (Azienda Sistemi ELettronici) di Cavenago di Brianza a fine 1978 e venduto in Italia come kit di montaggio o come macchina già assemblata, fino a metà anni '80.
Ebbe un ruolo pionieristico nella storia dell'informatica italiana e divenne celebre tra gli appassionati di elettronica e informatica.

## Storia
A fine anni '70 l'Italia era in grande crescita tecnologica e l'informatica personale era nascente. L'ASEL era una piccola azienda che volle progettare un computer interamente italiano che potesse competere con i grandi marchi internazionali in quanto a prestazioni e a costi. L'obiettivo era un microcomputer modulare e versatile, utilizzabile sia per l'apprendimento dell'elettronica sia per applicazioni professionali.
Autori del progetto furono gli ingegneri fondatori dell'ASEL, Giovanni Ghiringhelli e Giuseppe Fusaroli, quest'ultimo anche noto per aver partecipato allo sviluppo del primo sistema Bancomat in Italia.
Amico 2000 era inteso come una piattaforma sperimentale, sulla quale gli utenti potessero montare e
personalizzare le proprie soluzioni tecniche.
Per promuovere il progetto, l'ASEL avviò una collaborazione con la casa editrice JCE (Jacopo Castelfranchi Editore) per pubblicare sulla storica rivista di elettronica Sperimentare una lunga serie di articoli dedicati all'Amico 2000. La rubrica Home computer Amico 2000 iniziò con il numero di dicembre 1978 e descrisse in dettaglio il computer, fornendo anche insegnamenti di base sugli argomenti elettronica e informatica.
La rivista stessa forniva i riferimenti per prenotare e acquistare il computer e i suoi moduli, come scatola di montaggio o come prodotto già assemblato e collaudato.
Fu prodotto molto materiale didattico cartaceo in italiano, fortemente orientato all'applicazione pratica, tra cui un libro scritto da Ghiringhelli e Fusaroli.
In quel periodo progetti simili furono proposti anche dalle riviste concorrenti CQ elettronica, che precedette tutti con il Child 8 (1976), e Nuova Elettronica con il suo Z80NE (ottobre 1979).
L'Amico 2000 fece generalmente una buona impressione alla stampa di settore indipendente. Secondo la rivista Micro & Personal Computer, rappresentava un valido invito a entrare nel mondo dei microcomputer, con un onesto rapporto qualità-prezzo, sebbene richiedesse un certo impegno per comprendere la scheda base e mancasse un assembler.
Per Radio Elettronica, l'Amico 2000 poteva introdurre l'utente inesperto all'argomento, con una guida facile e chiara alla comprensione dei concetti dell'hardware e del software.
Secondo Elettronica 2000, già la scheda base nel suo primo anno aveva permesso a molti di fare valida esperienza di programmazione in linguaggio macchina, e grazie alla sua modularità era un sistema particolarmente adatto per gli sperimentatori.

Amico 3000 originale

A ottobre 1981 alla fiera BIAS (Biennale Automazione & Strumentazione) di Milano fu presentato l'Amico 3000, successore completamente basato su schede Eurocard e con dotazione base di uno o due lettori floppy.
A inizio 1983 l'Amico 2000 assemblato ed espanso, con tastiera alfanumerica, schermo e BASIC, era venduto a 1 350 000 lire; l'Amico 3000 in configurazione media, con 48 kB di RAM, due lettori floppy da 5,25" e 340 kB, schermo Visual 200, sistema operativo DOS e BASIC era venduto a 5 965 000 lire.
Nonostante le buone caratteristiche e l'iniziale entusiasmo, l'Amico 2000 non raggiunse il successo commerciale sperato. Il prodotto rimase di nicchia, di fronte alla competizione dei grandi marchi internazionali, anche a causa della distribuzione ridotta e della promozione insufficiente.
Ha guadagnato comunque la sua importanza nella storia dell'informatica italiana. Fu un esperimento audace, in cui una piccola azienda riuscì a competere per innovazione e qualità con i grandi marchi.
L'ASEL continuò a vendere l'Amico 2000 (mentre il 3000 apparentemente non più) almeno fino all'inizio del 1985.
Ancora negli anni 2020 l'Amico 2000 è oggetto di interesse degli appassionati di retrocomputing e ne vengono realizzate repliche ed emulazioni. L'originale è un pezzo da collezione raro e anche i suoi componenti elettronici generici sono ormai difficili da reperire, ma il funzionamento può essere riprodotto fedelmente con componenti moderni.

## Caratteristiche
L'Amico 2000 era un sistema avanzato per i suoi tempi, dotato di una struttura modulare che permetteva di espanderlo e personalizzarlo.
L'hardware minimo è molto semplice e include solo i circuiti strettamente necessari su scheda singola, basata sul microprocessore a 8 bit MOS 6502 a 1 MHz, molto diffuso all'epoca.
Questa scheda principale è chiamata Amico 2000A e già di per sé è un sistema completo utilizzabile.
La RAM di serie è da 1 kB (poi aumentata a 2 kB), la ROM è da 512 byte e contiene il monitor in linguaggio macchina. Direttamente innestati sulla scheda si trovano la tastiera, di tipo esadecimale con alcuni tasti funzione, e il display a sette segmenti a 6 cifre a LED.
Nell'interfaccia base, quattro cifre del display esadecimale indicano l'indirizzo di memoria esaminato e le altre due il contenuto di tale locazione.
L'alimentazione elettrica va fornita da un alimentatore esterno, venduto dalla ASEL oppure generico da 7,5-12 V e 1 A, mentre un comune stabilizzatore è incluso sulla scheda principale.

Amico 2000 nella configurazione espansa con case e periferiche

Un bus esterno permette di espandere il sistema con altre schede, dandogli sempre più le caratteristiche di un personal computer.
In particolare, dotandolo del circuito integrato Intel 8255 PPI (Programmable Peripheral Interface) per gestire l'I/O, è possibile controllare un display e una tastiera esterni e una porta a 8 bit per interfacciare altre periferiche.
Ogni scheda di espansione era acquistabile sia in scatola di montaggio, sia già montata e collaudata.
Le principali aggiunte, utili a rendere l'Amico 2000 un vero home o personal computer, includono il case metallico con cestello portaschede formato Eurocard e vano per l'alimentatore, l'interfaccia video per televisore o schermo, la tastiera ASCII, la ROM del linguaggio BASIC e, relativamente più avanzati, l'interfaccia per lettori di floppy disk e l'espansione a 32 kB di RAM.
Il modello base si può programmare in linguaggio macchina inserendo i codici esadecimali dal tastierino, con l'aiuto del monitor in ROM. I programmi si possono eseguire anche in modalità passo-passo per effettuare il debug.
La ROM fornisce anche diverse subroutine di utilità generale che possono essere richiamate dai programmi utente.
Il sistema si può predisporre per il collegamento di un registratore a cassette, ma ai tempi dei primi articoli su Sperimentare la relativa ROM di espansione non era disponibile, per cui i programmi digitati non potevano ancora essere salvati.
I sette tasti funzione che accompagnano il tastierino esadecimale sono: RUN che esegue il programma alla locazione di memoria indicata dal display; ↑ che incrementa l'indirizzo di memoria; RES che riporta il program counter a zero; HLT che genera un interrupt avviando una subroutine a un indirizzo precedentemente memorizzato; REG che mostra il program counter o che si usa per richiamare un indirizzo di uso frequente; AD e DA che modificano rispettivamente il valore del display indirizzi e del display dati con le cifre esadecimali digitate successivamente.